# Argiope taprobanica
Argiope taprobanica — вид павуків-колопрядів з всесвітньо поширеного роду Argiope. Великі, яскраво забарвлені самиці більші в декілька разів за дрібних самців. Живиться великими комахами. Отрута слабка, для людини безпечні. Поширені у Східній Азії - в Китаї, Японії, Кореї, на Тайвані.